# Allison Williams
Allison Howell Williams (New Canaan, 13 de Abril de 1988) é uma atriz, comediante, e musicista americana. Depois de se destacar como uma das personagens principais da série da HBO Girls, atuou em vários filmes de terror, como Get Out (2017), The Perfection (2018) e M3GAN (2023), sendo  considerada uma Rainha do grito pela mídia.

## Biografia
Williams é filha de Jane Gillan Stoddard e do âncora do NBC Nightly News Brian Williams. Williams cresceu em New Canaan, Connecticut.  Ela estudou na Yale University e se formou em 2010 em Inglês. Enquanto estava estudando em Yale, Williams foi membro do the teatro cômico de improviso Just Add Water por quatro anos, assim como parte da web série do YouTube College Musical, e foi parte da sociedade secreta St. Elmo.

## Carreira
Em 2010, Williams fez um mashup (mescla) de "Nature Boy" com "A Beautiful Mine" do músico RJD2, que é a música tema da série Mad Men. O vídeo do YouTube video desta performance recebeu aclamação variada na internet, e convenceu Judd Apatow de que Williams merece um papel na série da HBO Girls. Ela foi contratada pouco depois e creditou sua experiência em Just Add Water como fundamental para ser aprovada nos testes para a série. Girls estreou em 15 de abril de 2012.
Williams escreveu uma série de esquetes para o Funny or Die em que ela estrelou como a recém-casada Kate Middleton com o ator e modelo britânico Oliver Jackson-Cohen como  Príncipe William.
Williams apareceu na terceira temporada de The League como Danielle no episódio "The Guest Bong."
Williams participou em um papel recorrente, Cheryl, na série do CollegeHumor Jake and Amir. Em 2017, interpretou Rose Armitage no filme Get Out, um sucesso de público e crítica que lhe rendeu indicações ao MTV Movie Awards e ao Screen Actors Guild Awards, entre outros elogios.
Em 2018, Williams se juntou ao elenco regular da 2ª temporada da série Original Netflix A Series of Unfortunate Events interpretando a personagem Kit Snicket.
Em 2020, Williams estrelou o filme Horizon Line. Durante a produção começou um relacionamento com seu colega de elenco Alexander Dreymon, com quem teria um filho.
Em 2023, Williams foi atriz principal e produtora executiva do filme de terror M3GAN, que logo recebeu uma continuação, M3GAN 2.0 (2025).

## Filmografia

### Televisão
| Ano       | Título                                 | Papel                  | Notas                                                              |
| --------- | -------------------------------------- | ---------------------- | ------------------------------------------------------------------ |
| 2004      | American Dreams                        | Deborah                | 2 episódios                                                        |
| 2011      | Will & Kate: Before Happily Ever After | Kate                   | Web série                                                          |
| 2011-2012 | Jack and Amir                          | Cheryl                 | 2 episódios                                                        |
| 2011      | The League                             | Danielle               | 1 episódio                                                         |
| 2012-2017 | Girls                                  | Marnie Michaels        | Protagonista                                                       |
| 2013      | The Mindy Project                      | Jillian                | 3 episódios                                                        |
| 2014      | Peter Pan Live!                        | Peter Pan              | Especial de televisão                                              |
| 2015      | The Simpsons                           | Amiga da Candace (voz) | Episódio: "Every Man's Dream"                                      |
| 2018      | A Series of Unfortunate Events         | Kit Snicket            | Episódio :"The Carnivorous Carnival Volume 2" e terceira temporada |

### Cinema
| Ano  | Título         | Papel              | Notas                      |
| ---- | -------------- | ------------------ | -------------------------- |
| 2016 | Past ForWard   | Primeira Mulher    | Curta-Metragem             |
| 2017 | Get Out        | Rose Armitage      |                            |
| 2018 | The Perfection | Charlotte Willmore |                            |
| 2020 | Horizon Line   | Sarah              |                            |
| 2023 | M3GAN          | Gemma              | Também produtora executiva |

## Prêmios e indicações
| Ano  | Prémio                            | Categoria                                    | Indicação | Resultado | Ref(s) |
| ---- | --------------------------------- | -------------------------------------------- | --------- | --------- | ------ |
| 2016 | Critics' Choice Television Awards | Melhor Atriz Coadjuvante em Série de Comédia | Girls     | Indicado  | [ 21 ] |
| 2017 | Florida Film Critics Circle       | Melhor Elenco                                | Get Out   | Indicado  | [ 22 ] |
| 2017 | Fright Meter Awards               | Melhor Atriz Coadjuvante                     | Get Out   | Indicado  | [ 23 ] |
| 2017 | IGN Awards                        | Melhor Coadjuvante em Cinema                 | Get Out   | Indicado  | [ 24 ] |
| 2017 | MTV Movie & TV Awards             | Melhor Vilão                                 | Get Out   | Indicado  | [ 25 ] |
| 2017 | National Board of Review          | Melhor Elenco                                | Get Out   | Venceu    | [ 26 ] |
| 2017 | Online Film Critics Society       | Melhor Elenco                                | Get Out   | Indicado  | [ 27 ] |
| 2017 | San Diego Film Critics Society    | Melhor Elenco                                | Get Out   | Indicado  | [ 28 ] |
| 2017 | Seattle Film Critics Society      | Melhor Elenco                                | Get Out   | Venceu    | [ 29 ] |
| 2018 | AARP Movies for Grownups Awards   | Melhor Elenco                                | Get Out   | Venceu    | [ 30 ] |
| 2018 | Georgia Film Critics Association  | Melhor Elenco                                | Get Out   | Indicado  | [ 31 ] |
| 2018 | Screen Actors Guild Awards        | Melhor Elenco em Cinema                      | Get Out   | Indicado  | [ 32 ] |